# San Teodoro (Philippines)
Pour les articles homonymes, voir San Teodoro.
San Teodoro est une municipalité de la province du Mindoro oriental, aux Philippines.